# نورا فون بيرغن
نورا فون بيرغن هي متزلجة فنية سويسرية، ولدت في 19 أبريل 1990.

## وصلات خارجية
- نورا فون بيرغن على موقع الاتحاد الدولي للتزلج (الإنجليزية)